# Ingbert Hjalmarsson
Ingbert Hjalmarsson, född 19 april 1941 i Döderhults församling, död 22 november 2008 i Oskarshamn, var en svensk träskulptör. Hjalmarssons arbeten, i form av framför allt fartygsmodeller, finns på många offentliga platser i Oskarshamns kommun.